# Cavo (gruppo musicale)
I Cavo sono un gruppo hard rock statunitense, originario di St. Louis (Missouri) e attivo dal 2001.

## Formazione

### Formazione attuale
- Chris Hobbs - chitarra, cori
- Andy Herrin - batteria
- Brian Smith - basso, cori
- Casey Walker - voce

### Ex componenti
- Chad La Roy - batteria
- Michael "Tomas" Tomasovich - chitarra
- Ryan Kemp - basso

## Discografia
- 2006 - The Painful Art of Letting Go
- 2009 - Bright Nights Dark Days
- 2012 - Thick as Thieves
- 2016 - Bridges